# Сантос, Рожерио
Рожерио Сантос (Рожерио Пауло Вейга душ Сантуш) (порт. Rogério Paulo Veiga dos Santos; род. 29 марта 1999, Брага) — португальский футболист. Вратарь. Выступает за азербайджанский клуб «Кяпаз».

## Карьера
Родился 29 марта 1999 года в Браге.
С 2008 года являлся членом молодёжной команды клуба «Брага».
Играл во Второй лиге Португалии по футболу.
21 апреля 2017 года дебютировал за сборную Португалии по футболу до 18 лет. Сыграл за неё 2 матча.
30 января 2019 года дебютировал за сборную Португалии по футболу до 20 лет. Сыграл за неё 1 матч.
10 июля 2024 года перешёл в «Кяпаз». Контракт подписан до 30 июня 2025 года.